# Triac
Un TRIAC o triodo para corriente alterna es un dispositivo semiconductor, de la familia de los tiristores. La diferencia con un tiristor convencional es que este es unidireccional y el TRIAC es bidireccional. De forma coloquial podría decirse que el TRIAC es un interruptor capaz de conmutar la corriente alterna.
Su estructura interna se asemeja en cierto modo a la disposición que formarían dos SCR en direcciones opuestas. Posee tres electrodos: MT1, MT2 (en este caso pierden la denominación de ánodo y cátodo) y puerta (G). El disparo del TRIAC se realiza aplicando una corriente al electrodo de puerta.

## Aplicaciones más comunes
- Su versatilidad lo hace ideal para el control de corriente alterna (C.A.).
- Una de ellas es su utilización como interruptor estático ofreciendo muchas ventajas sobre los interruptores mecánicos convencionales y los relés.
- Funciona como interruptor electrónico y también a pila.
- Se utilizan TRIACs de baja potencia en muchas aplicaciones como atenuadores de luz, controles de velocidad para motores eléctricos, y en los sistemas de control computarizado de muchos elementos caseros. No obstante, cuando se utiliza con cargas inductivas como motores eléctricos, se deben tomar las precauciones necesarias para asegurarse que el TRIAC se apague correctamente al final de cada semiciclo de la onda de Corriente alterna.

## Funcionamiento

Modos de activación. Cuadrantes, 1 (arriba a la derecha), 2 (arriba a la izquierda), 3 (abajo a la izquierda), 4 (abajo a la derecha)

Para explicar el funcionamiento de un TRIAC se suele dividir su régimen en cuadrantes según la polaridad de la puerta (G) y el terminal secundario (MT2), ambas con respecto al terminal primario (MT1).
En los cuadrantes 1 y 2, MT2 es positivo, y la corriente fluye de MT2 a MT1 a través de capas P, N, P y N. La región N unida a MT2 no participa significativamente. En los cuadrantes 3 y 4, MT2 es negativo, y la corriente fluye de MT1 a MT2, también a través de capas P, N, P y N. La región N unida a MT2 está activa, pero la región N unida a MT1 solo participa en el disparo inicial, no contribuye al flujo inicial de corriente. 
La sensibilidad relativa depende de la estructura física de un triac particular, pero por regla general, el cuadrante 1 es el más sensible (menor corriente de puerta requerida), y el cuadrante 4 es el menos sensible (más corriente de puerta requerida).
En la mayoría de las aplicaciones, la corriente de puerta se extrae de la misma conexión de MT2, por lo que los cuadrantes 1 y 3 son los únicos modos de funcionamiento (G y MT2 positivos o negativos con respecto a MT1). Otras aplicaciones con un disparador de polaridad única desde un circuito de excitación pueden operar en los cuadrantes 2 y 3.

### Cuadrante 1

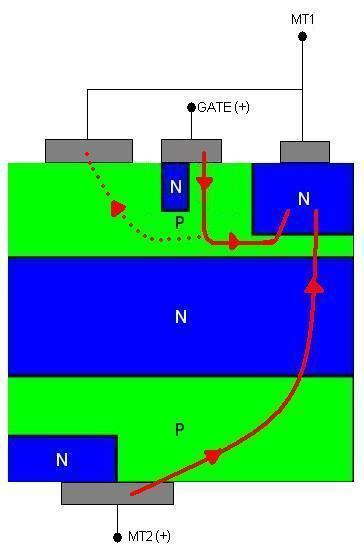
Triac en Cuadrante 1

La operación del Cuadrante 1 ocurre cuando la puerta y MT2 son positivas con respecto a MT1.
La corriente de puerta activa un interruptor de transistor NPN equivalente, que a su vez atrae corriente desde la base de un transistor PNP equivalente, activándose también. Parte de la corriente de puerta (línea de puntos) se pierde a través del camino óhmico a través del silicio con dopaje p, fluyendo directamente en MT1 sin pasar a través de la base del transistor NPN. En este caso, la inyección de agujeros en el p-silicio hace que las capas apiladas n, p y n debajo de MT1 se comporten como un transistor NPN, que se activa debido a la presencia de una corriente en su base. Esto, a su vez, hace que las capas p, n y p sobre MT2 se comporten como un transistor PNP, que se activa porque su base de tipo n se polariza hacia delante con respecto a su emisor (MT2). Por lo tanto, el esquema de activación es el mismo que un SCR.
Sin embargo, la estructura es diferente de SCRs. En particular, TRIAC siempre tiene una pequeña corriente que fluye directamente desde la puerta a MT1 a través del silicio de dopaje tipo p sin pasar por la unión p-n entre la base y el emisor del transistor NPN equivalente. Esta corriente se indica mediante una línea roja punteada y es la razón por la cual un TRIAC necesita más corriente de puerta para encenderse que un SCR comparablemente clasificado.

### Cuadrante 2

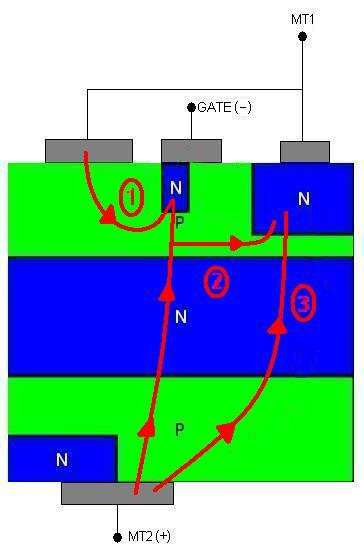
Triac en Cuadrante 2

La operación del Cuadrante 2 ocurre cuando la puerta es negativa y MT2 es positiva con respecto a MT1.
El encendido del dispositivo es triple y comienza cuando la corriente de MT1 fluye hacia la puerta a través de la unión p-n bajo la puerta. Esto conmuta una estructura compuesta por un transistor NPN y un transistor PNP, que tiene la puerta como cátodo.
A medida que aumenta la corriente en la puerta, el potencial del lado izquierdo del silicio p bajo la puerta se eleva hacia MT1, ya que la diferencia de potencial entre la puerta y MT2 tiende a bajar: esto establece una corriente entre el lado izquierdo y el derecho del silicio p, que a su vez activa el transistor NPN bajo el terminal MT1 y como consecuencia también el transistor PNP entre MT2 y el lado derecho del p-silicio superior. Así, al final, la estructura que es atravesada por la mayor parte de la corriente es la misma que la operación de cuadrante-I

### Cuadrante 3

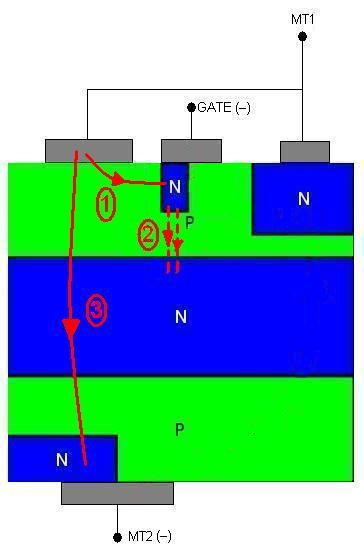
Triac en cuadrante 3

La operación del Cuadrante 3 ocurre cuando la puerta y MT2 son negativas con respecto a MT1.
El proceso también ocurre en diferentes etapas. En la primera fase, la unión pn entre el terminal MT1 y la puerta se polariza hacia delante (paso 1). Como la polarización directa implica la inyección de portadores minoritarios en las dos capas que se unen a la unión, se inyectan electrones en la capa p bajo la puerta. Algunos de estos electrones no se recombinan y escapan a la región n subyacente (etapa 2). Esto a su vez reduce el potencial de la región n, actuando como la base de un transistor pnp que se enciende (girar el transistor sin bajar directamente el potencial de base se denomina control de puerta remota). La capa p inferior actúa como colector de este transistor PNP y tiene su voltaje aumentado: en realidad, esta capa p actúa también como la base de un transistor NPN formado por las tres últimas capas justo encima del terminal MT2 que, en a su vez, se activa.

### Cuadrante 4

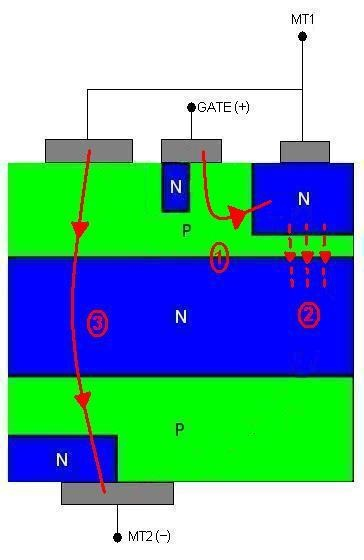
Triac en cuadrante 4

La operación del Cuadrante 4 ocurre cuando la puerta es positiva y MT2 es negativa con respecto a MT1.
La activación en este cuadrante es similar a la activación en el cuadrante 3. El proceso utiliza un control de puerta remoto. A medida que la corriente fluye desde la capa p bajo la puerta en la capa n bajo MT1, se inyectan portadores minoritarios en forma de electrones libres en la región p algunos de ellos se recogen por la unión np subyacente y pasan a la unión contigua n-región sin recombinar. Como en el caso de un disparo en el cuadrante 3, esto reduce el potencial de la capa n y activa el transistor PNP formado por la capa n y las dos capas p a su lado. La capa p inferior actúa como colector de este transistor PNP y tiene su voltaje aumentado: en realidad, esta capa p actúa también como la base de un transistor NPN formado por las tres últimas capas justo encima del terminal MT2, que a su vez se activa.

## Ejemplo de aplicación: Control de fase (potencia)

Construcción del TRIAC.

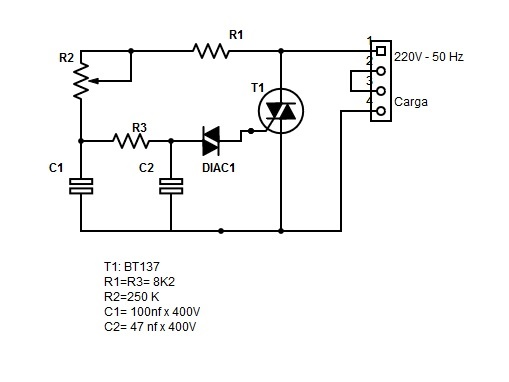
Figura 1. Circuito Dimmer (atenuador de luz)

En la figura 1 se presenta una aplicación fundamental del triac. En esta condición, se encuentra controlando la potencia en AC a la carga mediante la conmutación de encendido y apagado durante las regiones positiva y negativa de la señal senoidal de entrada. La acción de este circuito durante la parte positiva de la señal de entrada, es muy similar a la encontrada para el diodo Shockley. La ventaja de esta configuración es que durante la parte negativa de la señal de entrada, se obtendrá el mismo tipo de respuesta dado que tanto el diac como el triac pueden dispararse en la dirección inversa. La forma de onda resultante para la corriente a través de la carga se proporciona en la figura "control de fase". Al variar la resistencia R2, es posible controlar el ángulo de conducción. Existen unidades disponibles actualmente que pueden manejar cargas de más de 10kW.

## Valores típicos
| Nom. de variables | Parámetros                                        | Valor típico | Unit |
| Vgt               | Voltaje umbral de puerta                          | 0.7 - 1.5    | V    |
| Igt               | Corriente umbral de puerta                        | 5 - 50       | mA   |
| Vdrm              | Voltaje pico directo en estado apagado repetitivo | 600 - 800    | V    |
| Vrrm              | Voltaje pico inverso en estado apagado repetitivo | 600 - 800    | V    |
| IT                | corriente eficaz en estado encendido              | 4 - 40       | A    |
| Itsm              | Corriente pico en estado encendido no repetitivo  | 100 - 270    | A    |
| Vt                | Voltaje directo en estado encendido               | 1,5          | V    |